# وحدة البحوث المناخية
وحدة البحوث المناخية، تتبع لجامعة إيست أنجليا، وواحدة من المؤسسات الرائدة المعنية بدراسة التغير المناخي الطبيعي وبشري المنشأ. ساهمت وحدة البحوث المناخية، من خلال طاقم مكون من حوالي ثلاثين شخصًا من العلماء والطلاب الباحثين، في تطوير بعض مجموعات البيانات المستخدمة على نطاق واسع في أبحاث المناخ، بما في ذلك أحد سجلات درجات الحرارة العالمية المستخدمة لرصد حالة النظام المناخي، بالإضافة إلى مجموعات البرامجيات الإحصائية والنماذج المناخية.

## لمحة تاريخية
تأسست وحدة البحوث المناخية عام 1972 كجزء من كلية العلوم البيئية في الجامعة. يعود الفضل في إنشاء الوحدة إلى دعم السير غراهام ساتون، المدير العام السابق لمكتب الأرصاد الجوية، واللورد سولي زوكرمان، مستشار الجامعة، والأستاذان بريان فانيل وكيث كلايتون، عميدا كلية العلوم البيئية بين عامي 1971 و1972. كانت كل من شركة بريتيش بتروليوم ومؤسسة نافيلد ورويال داتش شل من أوائل الرعاة. تعدّ مؤسسة روكفلر من أوائل المتبرعين، ومنحت مؤسسة ولفسون الوحدة المبنى الحالي في عام 1986.
تلقت الوحدة أيضًا تمويلًا بحلول منتصف سبعينيات القرن العشرين، من خلال سلسلة من العقود مع وزارة الطاقة الأمريكية لدعم عمل أولئك المشاركين في علاج المناخ وتحليل تأثيرات انبعاثات غازات الدفيئة على المناخ. أصبحت حكومة المملكة المتحدة (مارغريت تاتشر) داعمًا قويًا لبحوث المناخ في منتصف ثمانينيات القرن العشرين. ترأس الوحدة لأول مرة البروفيسور هوبرت لامب، الذي سبق له أن قاد البحث في التفاوت المناخي في مكتب الأرصاد الجوية. عُرف باسم «رجل الجليد» بسبب تنبؤاته بالتبريد العالمي والعصر الجليدي المقبل، لكنه تحول إلى التنبؤ باحترار عالمي وشيك، بعد صيف المملكة المتحدة شديد الحرارة في عام 1976.
جذبت احتمالية حدوث تغيرات جوية كبيرة وفيضانات الانتباه للوحدة، كما جلبت لها الرعاية من قبل كبرى شركات التأمين التي رغبت في التقليل من خسائرها المحتملة. اعتقدت مؤسسة الأرصاد الجوية قبل تأسيس الوحدة أن المناخ كان في الأساس ثابتًا وغير متفاوت.
جادل لامب وآخرون في مجتمع العلوم المناخية لسنوات بأن النظام المناخي تفاوت بدرجة كبيرة على فترات زمنية تتراوح بين عقود وقرون أو أطول. مكّن إنشاء وحدة البحوث المناخية لامب وزملاؤه من التركيز على هذه القضية وكسب الجدال بشكل حاسم في نهاية الأمر. تقاعد هوبير لامب عام 1978، وتولى المنصب بعده توم ويغلي (1978-1993)، وتريفور ديفيز (1993-1998)، وجان بالوتيكوف وفيل جونز معًا (1998-2004)، وفيل جونز (2004-2016)، وتيم أوزبورن (من يناير 2017)، وعمل بيتر ليس مديرًا بالإنابة أثناء التحقيقات بين ديسمبر 2009 ويوليو 2010.

## الجدل حول البريد الإلكتروني لوحدة البحوث المناخية
تمكن المخترقون من الوصول إلى خادم وحدة البحوث المناخية وسرقوا كمية كبيرة من البيانات في نوفمبر 2009، ونشروا أكثر من 1000 بريد إلكتروني وأكثر من 2000 مستند آخر على الإنترنت بطريقة مجهولة. أكد بعض المشككون في التغير المناخي، بما في ذلك المدونون، أن عددًا من رسائل البريد الإلكتروني المسربة تحتوي على أدلة تدعم نظرية المؤامرة المرتبطة بالاحترار العالمي، والتي تزعم أن العلماء تآمروا بالتلاعب بالبيانات، ولإبقاء العلماء الذين لديهم آراء مخالفة خارج أدبيات مراجعة الأقران. أطلق على هذا الجدل اسم «كلايمت جيت/مدخَل المناخ».
لم تجد سلسلة من التحقيقات العامة المستقلة في الادعاءات أي دليل على الاحتيال أو سوء السلوك العلمي. برّأ تقرير موير راسل العلماء، لكنه وجد «نمطًا ثابتًا من الفشل في إظهار الانفتاح بدرجة مناسبة، سواء من جانب علماء وحدة البحوث المناخية أو من جانب جامعة إيست أنجليا». بقي الإجماع العلمي على أن الاحتباس الحراري مُسبب بالنشاط البشري دون تغيير.
خلص تحليل جديد لبيانات درجات الحرارة من قبل مجموعة بيركلي المستقلة المعنية بحرارة سطح الأرض في عام 2011، إلى أن «هذه الدراسات أجريت بعناية وأن التحيزات المحتملة التي حددها المشككون في التغير المناخي لم تؤثر بشكل خطير على استنتاجاتهم». بينما صرح العديد منهم علنًا باعتقادهم باحتمالية تلاعب وحدة البحوث المناخية بالبيانات.